# (18560) Coxeter
(18560) Coxeter (1997 EO7) – planetoida z grupy pasa głównego asteroid okrążająca Słońce w ciągu 5,61 lat w średniej odległości 3,16 j.a. Odkryta 7 marca 1997 roku. Została nazwana na cześć kanadyjskiego matematyka Harolda Scotta Macdonalda Coxetera.